# Odontocarya wullschlaegelii
Odontocarya wullschlaegelii là một loài thực vật có hoa trong họ Biển bức cát. Loài này được (Eichler) Barneby mô tả khoa học đầu tiên năm 1970.